# (32953) 1996 GF19
1996 GF19 (asteroide 32953) é um asteroide da cintura principal. Possui uma excentricidade de 0.13189270 e uma inclinação de 6.32874º.
Este asteroide foi descoberto no dia 15 de abril de 1996 por Eric Walter Elst em La Silla.